# Cytora pallida
Cytora pallida är en snäckart som först beskrevs av Hutton 1883.  Cytora pallida ingår i släktet Cytora och familjen Pupinidae. Inga underarter finns listade i Catalogue of Life.